# احمد صلاح علوان
احمد صلاح علوان (عربی: أحمد صلاح علوان؛ زادهٔ ۱۲ مارس ۱۹۸۰) یک بازیکن فوتبال اهل عراق است.
وی همچنین در تیم ملی فوتبال عراق بازی کرده است.